# Limbara (traghetto)
Il Limbara è stato un traghetto, appartenuto dal 1977 al 1988 alla Tirrenia di Navigazione e dal 1988 al 1992 alla controllata Saremar.

## Servizio
Varato il 7 aprile 1966 nel cantiere navale Husumer Schiffswerft GmbH di Husum con il nome di Nordfriesland e consegnato l'11 giugno successivo alla Wyker Dampfschiffs-Reederei Föhr-Amrum GmbH, prende servizio nello stesso mese nei collegamenti tra Dagebüll, Wyk e Wittdün.
Nel 1971 viene sottoposto ad intensi lavori di ristrutturazione.
Nel 1977 viene venduto alla Tirrenia di Navigazione e, ribattezzato Limbara nel 1978, prende servizio nei collegamenti tra Carloforte e Calasetta
Il 1º gennaio 1988, con la nascita delle compagnie regionali, passa sotto il controllo della neonata Saremar, continuando ad operare sulla stessa rotta.
Nel 1992, con l'entrata in flotta dell'Isola di Santo Stefano, viene venduto alla Mediteranska Plovidba d.d. e, ribattezzato Domince, prende successivamente servizio nei collegamenti tra Dominče e Drvenik.

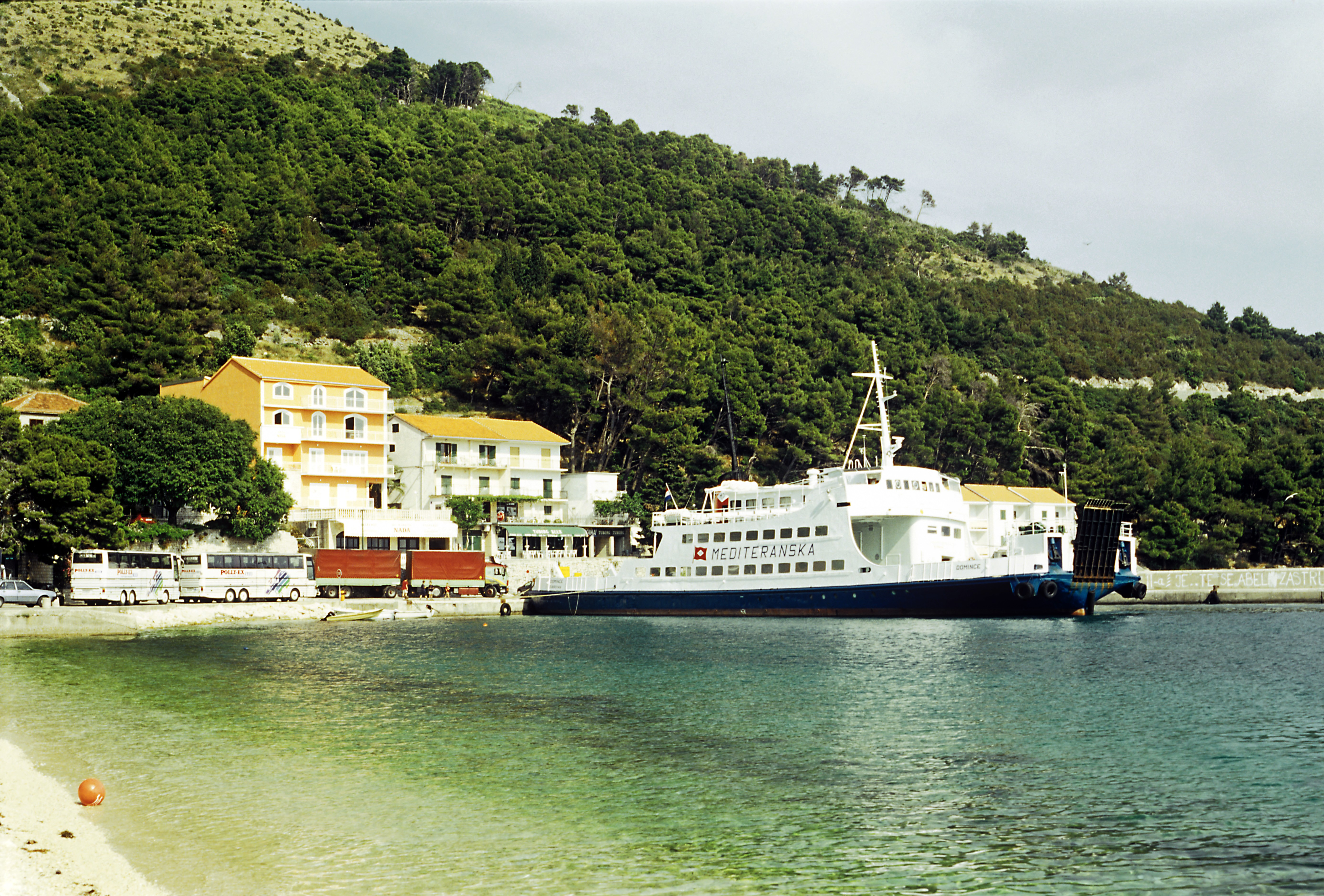
Il Domince ormeggiato a Drvenik nel 2003.

Il 26 agosto 2009, inizia ad imbarcare acqua per motivi ignoti, venendo quindi disarmato e viene messo in vendita dalla compagnia.
Nei primi mesi del 2010 ne viene annunciata la cessione per demolizione e nel maggio dello stesso anno viene trasferito nel cantiere navale Victor Lenac di Rijeka, dove viene demolito.